# Falkirk Wheel
La Roda de Falkirk, (en anglès Falkirk Wheel), anomenada així pel proper poble de Falkirk a l'Escòcia central, és un elevador de vaixells giratori que connecta el canal Forth i Clyde amb el canal Unió. Anteriorment, els dos canals estaven units per 11 rescloses, però a la dècada de 1930 es van emplenar amb terra.
El pla per reconstruir els canals d'Escòcia Central per connectar Glasgow amb Edimburg, va ser dirigit per British Waterways, amb suport i finançament d'autoritats locals, Scottish Enterprise, pel Fons Europeu de Desenvolupament Regional i la comissió del mil·lenni. Des del principi la idea va ser crear una estructura digna del segle XXI per tornar a connectar els canals. Es va llançar una convocatòria, la qual va ser guanyada pel disseny de la Roda de Falkirk. Com a moltes de les estructures de la Comissió del Mil·lenni, aquesta compta amb un centre d'interpretació, tenda, cafeteria i saló d'exposicions.
La diferència d'altura entre els dos canals és de 24 m, aproximadament l'altura d'un edifici de vuit pisos. El Canal Central és 11 m més alt que el canal que es comunica amb la roda, per solucionar això, van col·locar filtres perquè els vaixells poguessin descendir a poc a poc. L'aqüeducte no va poder ser posicionat més alt a causa de problemes amb l'històricament important Mur d'Antoní.
L'estructura es troba prop del fort Rough Castle, i la població més propera és Tamfourhill. El 24 de maig de 2002, la reina Isabel II va inaugurar la Roda de Falkirk com a part de la seva celebració de Noces d'Or amb la Corona. La inauguració es va retardar un mes a causa d'una inundació que va ser resultat d'un acte de vandalisme, la qual cosa va obligar a obrir les comportes de la Roda de Falkirk.

## Descripció

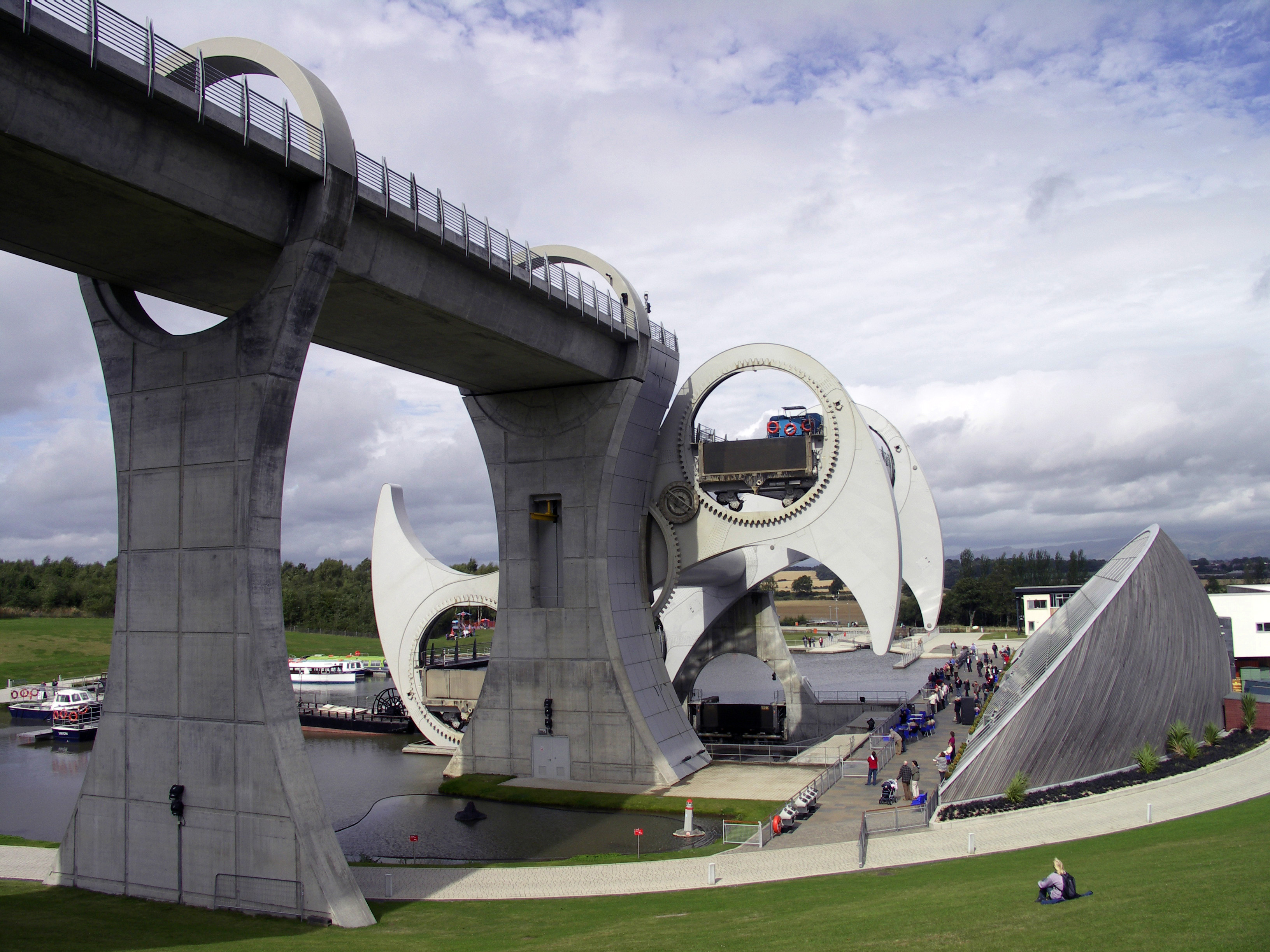
La Roda de Falkirk en acció. L'edifici en forma de tascó a la dreta és el centre d'interpretació.

Els serveis arquitectònics van ser facilitats per RMJM, amb base a Escòcia, els primers dissenys del Nicolle Russell Studios i pels enginyers de Binnie Black & Veatch. L'arquitecte principal del projecte va ser Tony Kettle, membre de RMJM.
Bachy/Stoletanche i Morrison Construction Joint Venture van guanyar el contracte per dissenyar la roda i el centre d'interpretació, una nova secció del canal, un canal sota la Mur d'Antoní i una secció de l'aqüeducte. Al seu torn, Morrison Construction va nomenar a Butterley Engineering per dissenyar i construir la roda. Butterley va dur a terme tota la construcció i va integrar un equip perquè s'encarregués del disseny. L'equip estava integrat per Tony Gee per al disseny estructural i per M G Banette per al disseny elèctric i mecànic.
La roda, que té un diàmetre total de 35 metres, consta de dos braços oposats que s'estenen 15 metres a partir de l'eix i que tenen una forma que recorda un destral cèltica, de doble cap, situats a uns 25 metres un de l'altre sobre un eix de 3,5 metres de diàmetre. Dues cistelles o calaixos diametralment oposats que actuen a manera de rescloses per confinar l'embarcació, amb capacitat de 300 metres cúbics cadascun, plens d'aigua, es troben al centre dels braços, a manera de dos bressols, que giren com en una roda de la fortuna.
La roda és l'únic elevador rotacional de vaixells al món, i és considerat com el màxim assoliment de l'enginyeria d'Escòcia. Al Regne Unit hi ha un elevador de vaixells, l'Anderton Boat Lift a Cheshire, però la roda pot ser considerada una versió millorada d'aquest, atès que empra el principi d'una balança, on hi ha dos tancs amb el mateix pes perquè estiguin equilibrats, i el treball sigui només mecànic. El sistema de rotació és disseny original i característic de la Roda de Falkirk.
Des de 2007, la roda apareix en l'anvers dels bitllets de 50 lliures expedits pel Banc d'Escòcia, en una sèrie de bitllets es commemora als majors assoliments de l'enginyeria escocesa.

## Funcionament
La roda gira juntament amb l'eix, que és detingut per dos engranatges (rodes dentades) estacionaris de 4 m de diàmetre, situats en els extrems de l'eix, a la base de la roda. L'engranatge estacionari a la cambra de màquines té un anell interior que funciona com un anell giratori. Aquest està muntat sobre 10 motors hidràulics que estan acoblats a un engranatge estacionari. La unitat d'eixos dels motors tenen cadascun un pinyó motor, que actuen com a engranatges planetaris estacionaris en aquest tren d'engranatges i de canvi de marxes girant l'anell. Un motor elèctric acciona una bomba que està connectada als motors hidràulics mitjançant unes mànegues permetent el moviment del sistema a 1/8 rpm.
Com es mantenen anivellats els calaixos?
Els calaixos han de girar a la mateixa velocitat que la roda, però en direcció oposada i assegurar que l'aigua o el contingut dels vaixells no es mogui quan gira la roda.
Cada extrem del calaix està subjecte a engranatges en les cares interiors de la roda, que al seu torn estan en contacte amb el centre de la roda, la qual cosa permet que els calaixos girin. La rotació està controlada per un tren de tres engranatges, un patró alternant de dos engranatges de 8 m de diàmetre i un de petit, els tres amb dents externes. L'engranatge central està subjecte a la roda per evitar que giri, i així els dos engranatges dels costats mantenen la mateixa velocitat.
Com van alinear els canals?
La ruta triada per portar el Canal Central al lloc on estaria la roda va significar la construcció d'un nou tram de canal que va des del port de Maxwell fins al sud de la roda. Aquest canal de 150 m de llarg és el més recent al Regne Unit, des de l'excavació a Dudley, West Midlands.

## Construcció
Va ser construïda per Butterley Engineering, de Ripley, comarca de Derbyshire, dins del Pla Mil·lenni per reconnectar els ja citats canals, bàsicament per a ús recreatiu. Tots dos canals ja estaven connectats per una sèrie d'11 rescloses, però en els anys 1930 van caure en desús i es van emplenar de terra per a altres usos. La Comissió del Mil·lenni va decidir regenerar els canals d'Escòcia central per connectar Glasgow amb Edimburg novament. Es va convocar un concurs per a la connexió de les rescloses, guanyant aquest projecte. Igual que molts projectes de la Comissió del Mil·lenni, aquest lloc inclou un centre d'interpretació amb cafeteria, tenda i un centre d'exhibició (espècie de museu de lloc).
El cost de la roda va ser de 17,5 milions de lliures i el projecte de restauració va tenir un cost global de 84 milions i mitjà (dels quals 32 £ milions van venir de la Loteria Nacional del Regne Unit). Des de 2005 una volta a la roda costa 8 £ per a adults i 4 £ per a nens.

## Centre de visitants
Un centre de visitants es troba al costat est de la conca inferior. Les excursions en vaixell a la roda surten aproximadament un cop cada hora.
Des que es va obrir la roda, al voltant de 4,4 milions de persones l'han visitat i 1,3 milions han fet un viatge en vaixell, amb unes 400.000 persones que visiten la roda anualment.

## Galeria

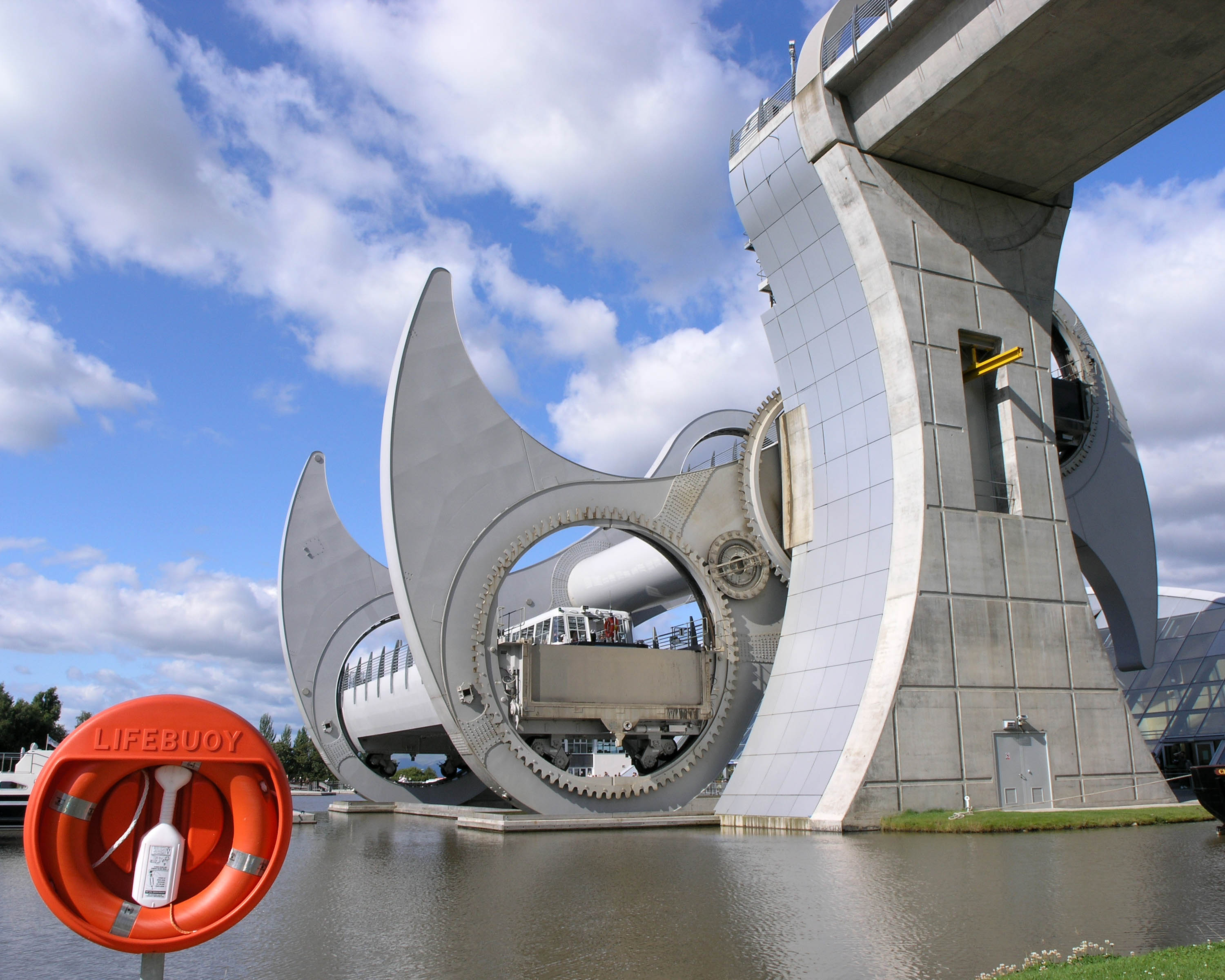
Vista de la Falkirk Wheel
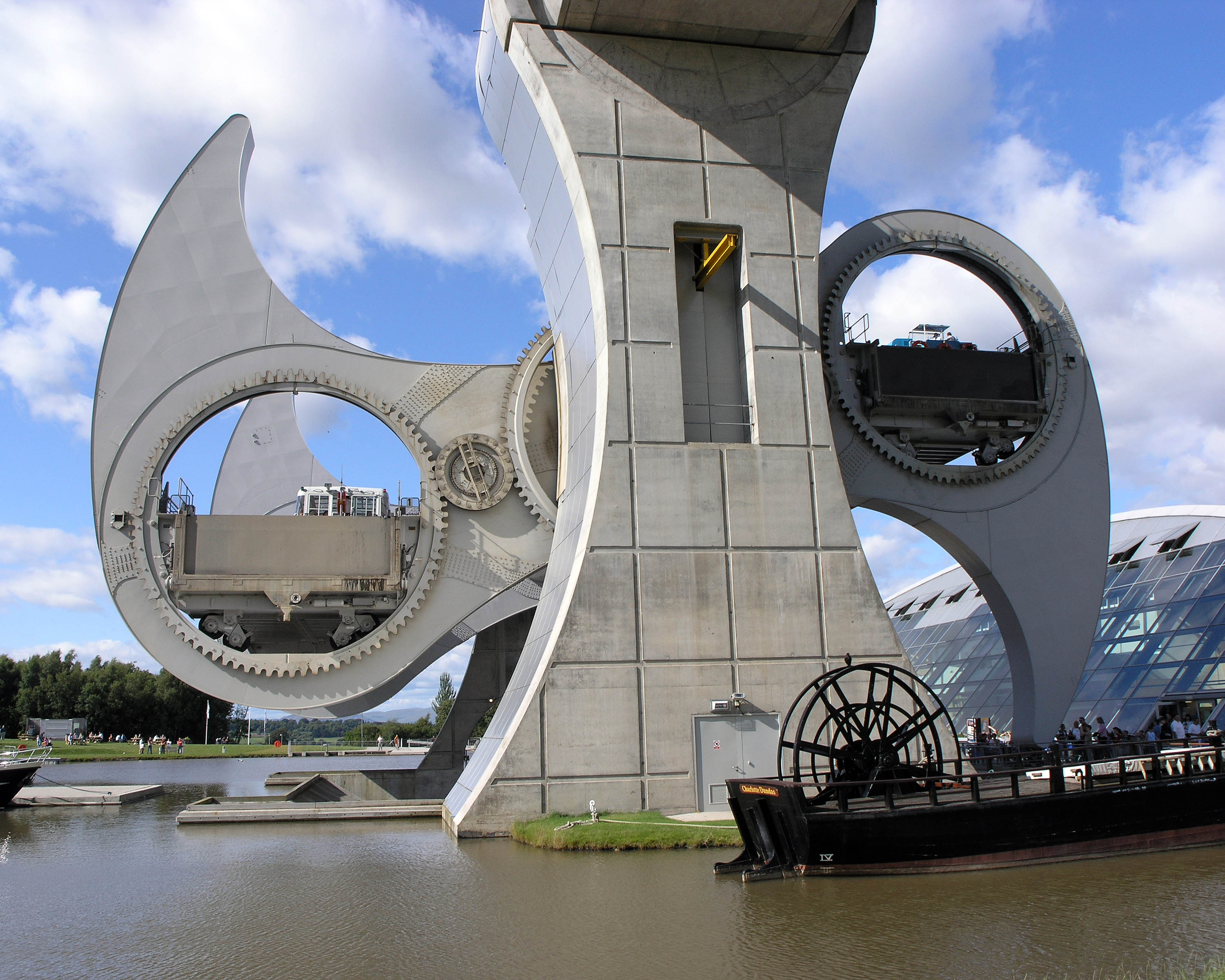
Vista de la Falkirk Wheel
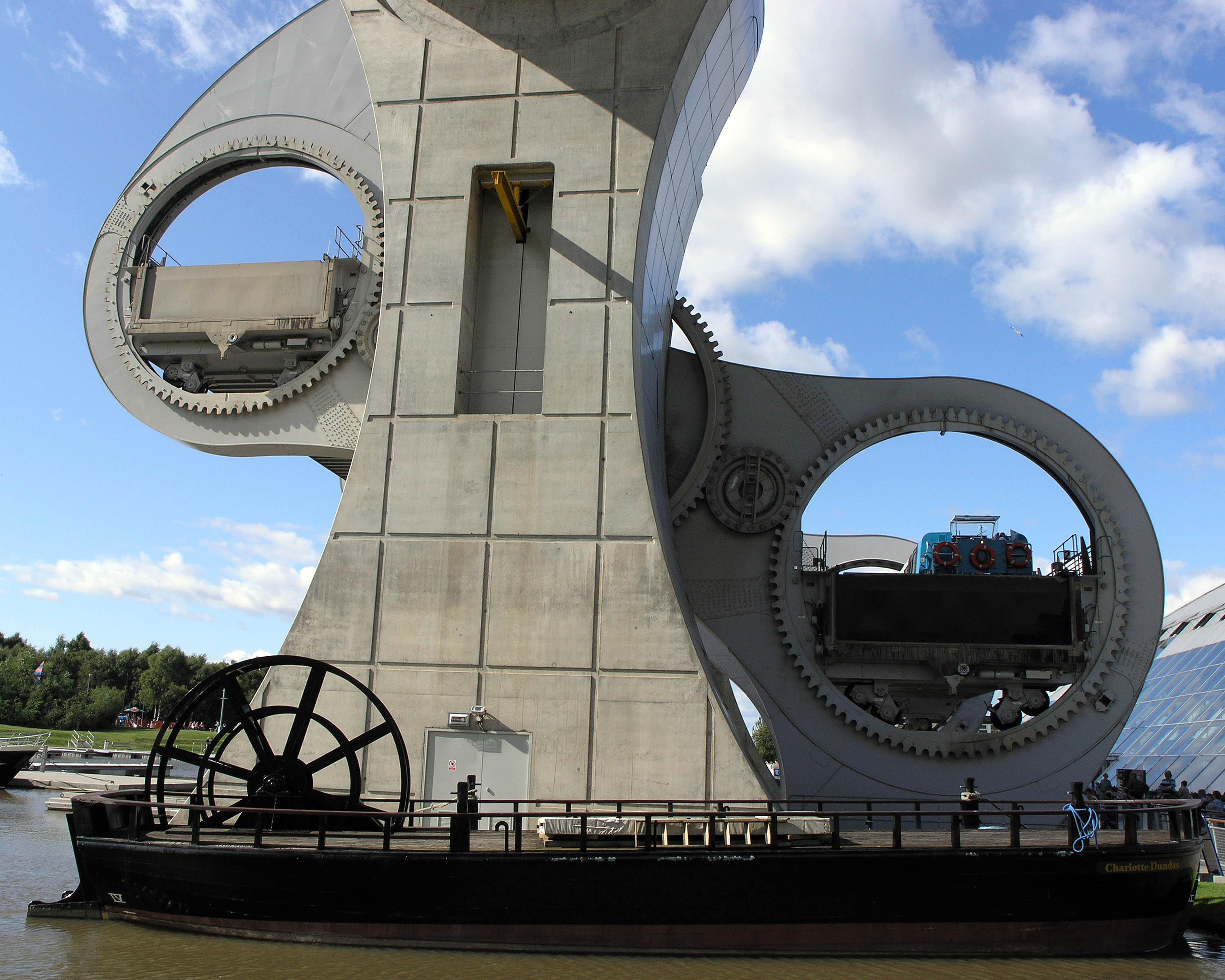
Vista de la Falkirk Wheel
Animació del moviment de la Roda
- Vídeo